# مطار جايبور الدولي
مطار جايبور الدولي (إياتا: JAI، إيكاو: VIJP) يخدم مدينة جايبور في الهند، ويحتل المرتبة 11 في الهند من حيث حركة المسافرين. يبعد حوالي 13 كلم عن مدينة جايبور، وبدأ رسمياً في تشغيل الرحلات الدولية في سنة 2005. وهو رقم 13 من أكثر المطارات ازدحامًا في الهند من حيث عمليات الطيران اليومية المجدولة.

## شركات الطيران والوجهات
| شركـات طيـران        | الوجهات |
| -------------------- | --- |
| العربية للطيران      | مطار الشارقة الدولي |
| طيران الهند          | مطار تشاتراباتي شيفاجي الدولي |
| طيران الهند إكسبريس  | مطار دبي الدولي |
| طيران أسيا الهند     | مطار كيمبيغودا الدولي، مطار أنديرا غاندي الدولي، مطار راجيف غاندي الدولي، مطار تشاتراباتي شيفاجي الدولي، مطار بوني الدولي |
| Alliance Air         | مطار أنديرا غاندي الدولي |
| خطوط إنديقو          | مطار سردار فالابهبهاي باتل الدولي، مطار كيمبيغودا الدولي، Bareilly، Bhopal، Bhubaneswar، Chandigarh، مطار تشيناي الدولي، Dehradun، مطار أنديرا غاندي الدولي، Durgapur (تبدأ في 1 يوليو 2023)، Goa–Mopa، مطار راجيف غاندي الدولي، Indore، Jodhpur، مطار نيتاجي سوبهاس شاندرا بوس الدولي، مطار تشودري تشاران سينغ، مطار تشاتراباتي شيفاجي الدولي، مطار د. باباساحب أمبدكار الدولي (تبدأ في 1 أكتوبر 2023)، Pantnagar، Patna (تبدأ في 1 يوليو 2023)، مطار بوني الدولي، Ranchi (تبدأ في 1 أكتوبر 2023)، Surat، Udaipur |
| طيران السلام         | مطار مسقط الدولي |
| سبايس جيت            | مطار سردار فالابهبهاي باتل الدولي، مطار دبي الدولي (تستأنف 24 يونيو 2023)، Patna موسمي: Jaisalmer |
| Star Air             | Belgaum |
| طيران آسيا (تايلاند) | مطار دون موينغ |
| Thai Smile           | مطار سوفارنابومي الدولي |
| فيستارا              | مطار تشاتراباتي شيفاجي الدولي |